# Parafia Nawrócenia św. Pawła Apostoła w Lublinie
Parafia Nawrócenia św. Pawła Apostoła w Lublinie – parafia rzymskokatolicka w Lublinie, należąca do archidiecezji lubelskiej i Dekanatu Lublin – Śródmieście. Została erygowana w 1884. Kościół parafialny wybudowany w latach 1470–1497. Mieści się przy ulicy Bernardyńskiej. Proboszczem parafii jest od 2020 ks. Cezary Kowalski. 